# کامرون برینک
کامرون برینک (انگلیسی: Cameron Brink؛ زادهٔ ۳۱ دسامبر ۲۰۰۱) بازیکن بسکتبال اهل ایالات متحده آمریکا است.
وی در مسابقات کشوری و بین‌المللی در مجموع برندهٔ ۲ مدال طلا شده‌است.